# Guerra de guerrillas

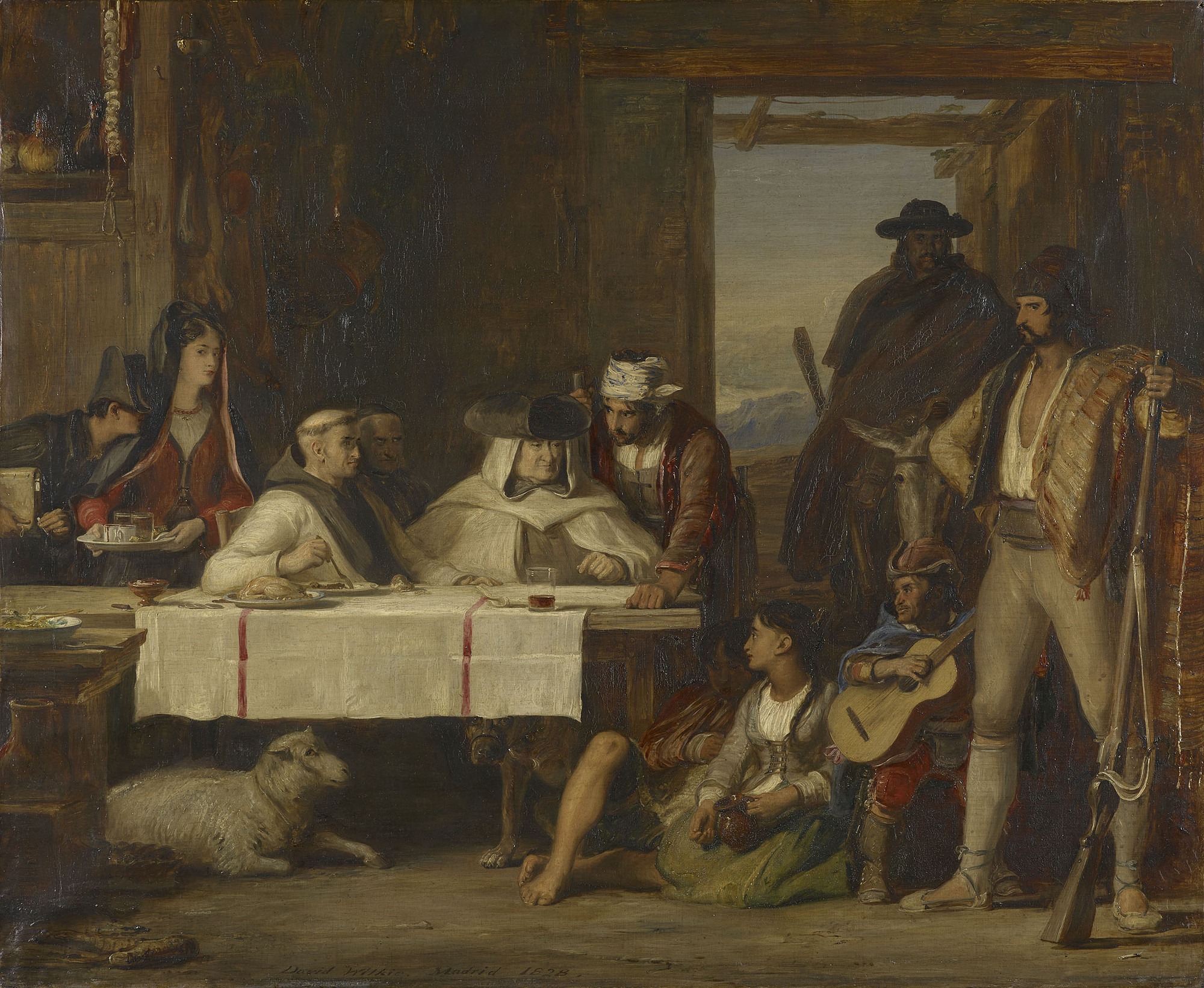
Cuadro de David Wilkie que representa la reunión en una posada del mando de un grupo guerrillero español. Wilkie estuvo en España entre octubre de 1827 y junio de 1828.

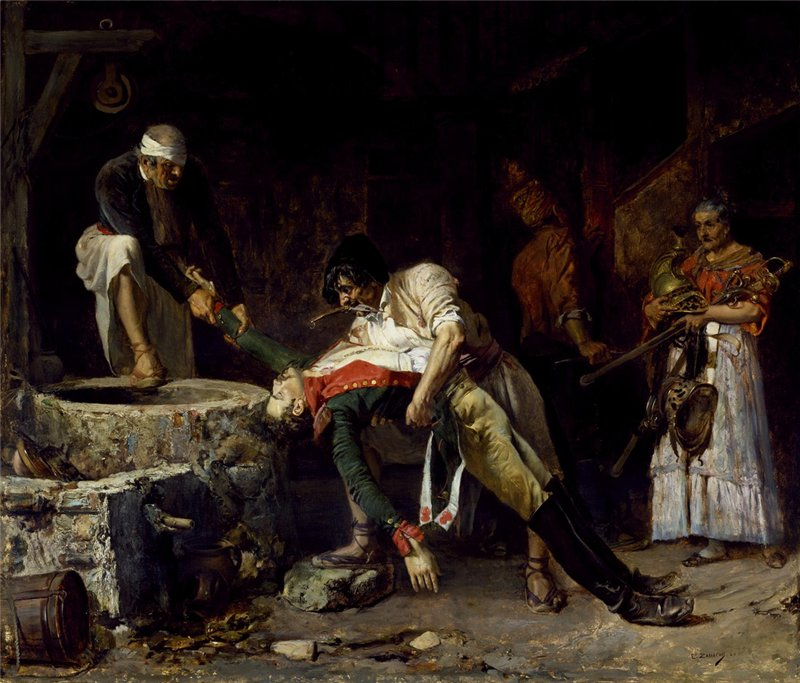
Escena de la ocupación francesa, de Eduardo Zamacois y Zabala (Walters Art Museum, Baltimore, 1866). La obra muestra a un grupo de guerrilleros ocultando el cadáver de un soldado francés.

La guerra de guerrillas es una estrategia militar conformada por guerrilleros, pequeños grupos de combatientes, a menudo paramilitares, irregulares o incluso civiles armados; los cuales utilizan ataques móviles a pequeña escala contra un enemigo mayor y menos versátil con el objetivo de debilitarlo o vencerlo mediante una guerra de desgaste. Estas tácticas pueden incluir emboscadas, sabotajes, saqueos, incursiones, guerra relámpago, corte de las líneas de suministro, incendios provocados, secuestro o asesinato de enemigos importantes e interceptación de las comunicaciones. Este término se acuñó en España durante el intento de conquista por parte de Napoleón Bonaparte.
La guerrilla generalmente nace de un conocimiento superior del terreno y el apoyo de la población local para operar de manera oculta y sorpresiva, moverse con rapidez y reunirse y dispersarse sin dejar rastro. Fundamentalmente, es un tipo táctico de guerra que lo subordina todo al hostigamiento en vez de a la conquista convencional de terreno, por lo cual se busca la larga erosión de una guerra atomizada y dispersa, sin confrontar directamente al grueso del enemigo. De este modo, se pueden alcanzar objetivos estratégicos que un ejército organizado y al descubierto no podría conseguir jamás. Henry Kissinger dijo al respecto, con ocasión de la guerra de Vietnam, que "un ejército pierde si no gana, una guerrilla gana si no pierde".
Este método de guerra se utiliza con frecuencia en situaciones de guerra asimétrica y resulta muy difícil de neutralizar gracias a su movilidad, a su habilidad para diluirse entre la población civil y a su fácil dispersión en pequeños grupos y sin uniforme identificativo. En zonas montañosas, como las que se prodigan en España, esta táctica ha sido determinante para repeler invasiones, tales como la de los romanos, los árabes y los franceses de Carlomagno y Napoleón Bonaparte.
Un aspecto distinto y destacado de actuación es el desarrollado por la guerrilla urbana, en las ciudades y ciertos núcleos rurales, como fue el caso del maquis frente a las tropas alemanas y muchas guerras coloniales en África entre los nativos y las fuerzas extranjeras de ocupación.

## Guerra de intensidad media
Algunas clasificaciones de conflictos, como la utilizada por el Departamento de Defensa de Estados Unidos, dividen las guerras según varios criterios, entre ellos el del tipo del enemigo a combatir. Siguiendo este criterio, los conflictos armados pueden agruparse así:
1. Conflictos de alta intensidad o guerras convencionales: el enemigo es otro ejército, mejor o peor armado que el propio, pero que dispone de cuarteles, centros de mando y territorio que defender, lo que provoca que la contienda sea más o menos pareja.
2. Conflictos de media intensidad o guerra de guerrillas: los realizados contra grupos paramilitares sostenidos, pobremente armados, pero que controlan ciertas regiones de difícil acceso y con el apoyo tácito de la población directa o por los poderes electos a través de sus ejércitos.
3. Conflictos de baja intensidad: implican a movimientos terroristas (pequeños grupos que no controlan territorio, pero que, a veces, son apoyados por una parte de la población). Sus ataques suelen ir dirigidos contra los poderes establecidos y las fuerzas del orden público, aunque también pueden provocar matanzas indiscriminadas contra la población civil.[2] Cuando este tipo de lucha involucra tropas regulares, se denomina operaciones de comandos. El comando es un soldado o un grupo de soldados entrenados y armados en un ejército regular que realiza acciones especiales en campo enemigo. Los guerrilleros también pueden actuar en relación con el ejército regular, pero son normalmente milicias integradas por los civiles.

## Origen del término
Los términos "guerrilla" y "guerrillero" comenzaron a usarse en España durante la invasión de Napoleón Bonaparte, en el siglo XIX. El sufijo "-illa" acepta la desigual lucha entre civiles y un ejército regular de soldados profesionales organizado por un Estado. Se trata de un vocablo castellano que, conocido a veces como guerilla, ha pasado al ámbito internacional. Sin ese nombre concreto, esta forma de lucha se ha dado en el transcurso de toda la historia. Por ejemplo: los judíos conquistaron Canaán, según el relato bíblico, mediante ataques sorpresivos; Alejandro Magno debió enfrentarse a las guerrillas de tribus montañesas durante su primera incursión contra los persas; y Aníbal perdió varios guerreros a manos de las tribus salasias cuando cruzaba los Alpes. En la propia península ibérica se encuentran ejemplos de guerrillas ya durante la invasión romana (Viriato, Corocota) y los primeros siglos de la Edad Media (Don Pelayo y sus seguidores contra los musulmanes en Asturias o los vascones contra Carlomagno en Roncesvalles). Este tipo de guerra fue usado también usado por los patriotas en la Revolución estadounidense.

Según la historiadora mexicana Guadalupe Jiménez Codinach, el término apareció por primera vez en el diario The Times, de Londres, en 1808:
“Por primera vez aparece en la prensa internacional la palabra guerrilla en español. El diario The Times de Londres publica el 27 de octubre de 1808: En España están peleando civiles con guerrilla, y entre paréntesis ponen ‘little war’, pequeña guerra. Y explican que es una forma de pelear donde atacan y se retraen, atacan y se retraen… ¡No son ejército, son civiles!”
Pero el término alcanzó su consagración durante las campañas napoleónicas en España, destacando Jerónimo Merino, Francisco Chaleco, Agustina de Aragón, Juana "La Galana" y Juan Martín Díez. Ensalzado, si se quiere, por el propio Napoleón que llegó a considerar a la resistencia española la causa principal de su derrota; por encima incluso, según su opinión, de las catástrofes en Rusia que, según los historiadores, fueron mucho más sangrientas que las españolas.
En el Sáhara Occidental (aún de iure bajo administración española, pero de facto bajo administración marroquí en sus 2/3 partes), el Frente de Liberación del Sahara Occidental combinado con un ejército y tácticas convencionales desató la primera guerra de guerrillas a gran escala en el desierto, principalmente contra Marruecos, y en menor medida contra Mauritania, España, Estados Unidos y Francia, que apoyan o apoyaron tácita, moral, económica, material o militarmente, en función de cada caso, al "Sultanato alawí".

## Resumen histórico
En general, la lucha de guerrillas es de resistencia a un invasor y está aureolada por motivos patrióticos, revolucionarios o religiosos.
- En la segunda guerra púnica, el político y general romano Quinto Fabio Máximo fue un precursor de la guerra de guerrillas, al rehusar un enfrentamiento directo con Aníbal Barca y, en cambio, hostigar constantemente a su ejército con tácticas de desgaste, como atacar líneas de suministro enemigas.
- En el siglo II a. C., la guerra de guerrillas fue utilizada por las tribus lusitanas, al mando de Viriato, en la lucha contra la invasión romana de Hispania en lo que hoy es España y Portugal.
- Los galeses se opusieron a la invasión de los normandos mediante guerrillas de arqueros certeros en el siglo XII.
- La leyenda de Robin Hood se basa probablemente en la resistencia de campesinos armados al reinado de Juan sin Tierra.
- Gonzalo Fernández de Córdoba, conocido como el Gran Capitán, utilizó guerrilla contra los franceses en las Guerras Italianas.
- Posterior a la Rebelión de Manco Inca, los Incas de Vilcabamba efectuaron una resistencia mediante guerrillas contra el Imperio Español entre 1537 y 1572.
- En el siglo XVII, en el territorio de la actual Colombia, los indios pijaos emplearon la guerra de guerrillas contra España, a sabiendas de que un combate contra ellos a campo abierto terminaría en una estrepitosa derrota.[5]
- La Guerra de Arauco, en Chile, tuvo en su principal característica esta forma de lucha del pueblo mapuche contra el Imperio Español.
- Las fuerzas del Imperio Español utilizaron guerrilla contra los contingentes británicos en Cuba durante la guerra del Asiento.
- En 1808 los españoles se sirven de la guerra de guerrillas como modo de lucha contra las tropas francesas de Napoleón[6] en el contexto de la Guerra de la Independencia de España. Sin embargo, en esta guerra también se presentó combate en batallas de manera tradicional, como es el caso de la Batalla de Bailén.
- Durante todo el siglo XIX, los movimientos nacionalistas, como el de Garibaldi, la resistencia postunitaria de Carmine Crocco en Italia o la guerra de independencia de los griegos durante la dominación turca, se basaron en luchas de grupos civiles armados.
- La lucha independentista en Estados Unidos fue acompañada por guerrillas que sorprendían a las tropas inglesas en emboscadas.
- Tanto los ejércitos patriotas como realistas recurrieron a la táctica de guerra de guerrillas durante la Guerra de Independencia Hispanoamericana. Los principales focos de las guerrillas independentistas fueron Nueva España, Venezuela, Colombia, Alto Perú, noroeste argentino, Uruguay y el centrosur chileno. A mediados del siglo XIX, la guerra de guerrillas también fue usada por las tropas mexicanas republicanas al mando del presidente Benito Juárez durante la Segunda Intervención Francesa en México (1861-1867), que lucharon contra los invasores franceses apoyados por el grupo conservador, a los cuales lograron derrotar y expulsar de territorio mexicano.
- Durante la guerra de la Triple Alianza, en la conocida como Retirada de Laguna las tropas paraguayas del norte al mando del comandante Martín Urbieta utilizaron tácticas de guerrilla, tierra quemada y trampas al estilo de los indígenas guaraníes para derrotar a los invasores brasileños superiores en número y en tecnología.[7][8][9][10]
- Durante la guerra del Pacífico, entre Perú y Chile, tras la toma de Lima, los peruanos, liderados por Andrés Avelino Cáceres, inician una guerra de guerrillas contra la ocupación chilena, en mayor medida en la sierra central. Esta fase es conocida como Campaña de la Breña.
- El patriota dominicano Matías Ramón Mella, que contribuyó de manera significativa como estratega durante la Guerra de la Independencia Dominicana contra la ocupación haitiana, siendo Ministro de la Guerra elaboró el Manual de Guerra de Guerrillas dado a conocer el 26 de enero de 1864.
- En Cuba, el Mayor General Ignacio Agramonte realizó un aporte en cuanto al empleo de la caballería en la guerra de guerrillas mediante cargas fulminantes al machete durante la guerra de la Independencia de Cuba.
- Durante la Guerra de los bóeres, en la actual Sudáfrica, los colonos holandeses utilizaron esa táctica. Los irlandeses también crearon un ejército de irregulares para oponerse a los británicos: el IRA (siglas en inglés de Ejército Republicano Irlandés). Lograda la independencia, la guerrilla siguió operando en la zona que quedó bajo control británico, el Úlster.
- En las primeras décadas del siglo XX, el Partido Liberal Mexicano, Francisco Villa en el norte y Emiliano Zapata en el sur, formaron ejércitos de campesinos en México e iniciaron una revolución con métodos de guerrilla, finalmente frustrada.
- Entre los años 1927 y 1933, los Estados Unidos se enfrentaron a la guerra de guerrillas liderada por el patriota nicaragüense Augusto C. Sandino contra la ocupación militar estadounidense.
- En la Revolución Cubana, durante las primeras fases de la lucha armada se empleó la guerra de guerrillas por parte de los revolucionarios.
- El británico Lawrence de Arabia utilizó la guerra de guerrillas, con los árabes y contra los turcos, con efectos devastadores.
- En el Rif, en los 20 del siglo XX, Mohammed Abdelkrim al-Jattabi puso en marcha una guerra de guerrillas contra las tropas coloniales españolas y francesas, la llamada harka, basada en gran medida en el desgaste producido por francotiradores invisibles a ojos del enemigo (llamados pacos por los soldados españoles). Los fundamentos teóricos de esta guerrilla serían estudiados años más tarde por Hồ Chí Minh y Võ Nguyên Giáp en Vietnam.

### La Segunda Guerra Mundial
Durante la Segunda Guerra Mundial, las guerrillas acosaron a los invasores alemanes en varios países de Europa: destacan los maquis franceses, la Resistencia italiana y los partisanos yugoslavos. En la Unión Soviética, las guerrillas hostigaron al ejército alemán durante su avance hacia Moscú. Asimismo, hubo guerrillas que lucharon tanto contra los alemanes como contra los soviéticos. Terminada la contienda, los métodos guerrilleros reaparecieron en Vietnam contra la dominación de Francia. Hồ Chí Minh fue el líder de esa lucha, y su gran estratega el general Võ Nguyên Giáp. El Vietcong (la guerrilla norvietnamita) continuó luchando en el sur del país contra los Estados Unidos, a los que finalmente logró expulsar infligiéndoles una traumática derrota. En Argelia, los métodos de guerrilla se aplicaron contra los dominadores franceses.

### Los "movimientos de liberación nacional"

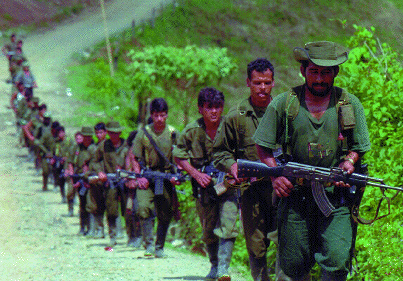
Miembros de las Fuerzas Armadas Revolucionarias de Colombia, un grupo insurgente actualmente desmovilizado, hacia 1998

Las guerrillas se propagaron por África e Iberoamérica en las décadas de 1950 y 1960. La guerrilla de Fidel Castro y otros sublevados contra la dictadura de Batista lograron tomar el poder en Cuba en 1959. Uno de sus líderes, el argentino Ernesto Che Guevara, se convirtió en la figura central de los movimientos guerrilleros de izquierda, que intentaron revoluciones socialistas en el llamado Tercer Mundo. Asesinado en 1967 en Bolivia, donde intentaba establecer un foco guerrillero, Guevara teorizó acerca de la guerrilla revolucionaria, definiéndola como vanguardia del pueblo en lucha. Sus escritos y métodos dieron lugar a que se hablara del "foquismo" revolucionario, criticado por otras organizaciones de la izquierda.
En Colombia, las Fuerzas Armadas Revolucionarias de Colombia (FARC) fueron la guerrilla más antigua y numerosa de América Latina hasta su disolución dada en los Acuerdos de paz entre el gobierno de Juan Manuel Santos y las FARC. Fundadas después de la ofensiva que, "con el fin de reafirmar la autoridad del llamado Frente Nacional", el ejército colombiano realizó en 1964 contra la "República de Marquetalia", una de las comunidades autónomas creada por grupos armados comunistas y liberales radicales a finales de la época de La Violencia que siguió al Bogotazo en 1948. También está el Ejército de Liberación Nacional (ELN).
En el Paraguay en diciembre de 1959 hizo su aparición pública el Movimiento 14 de mayo, de identidad liberal, integrado por jóvenes radicalizados de aquel partido. Pero fueron rápidamente reprimidos y eliminados por la dictadura de Stroessner. Sin embargo, otro grupo guerrillero tendría una presencia más sólida y arraigada en el Departamento de Cordillera, en la zona de Piribebuy. Se trató de la Columna Mariscal López, un grupo insurgente campesino ligado al Partido Comunista Paraguayo y comandado por Arturo López, más conocido como Agapito Valiente. Con intermitencias, operaron hasta mayo de 1970, momento en que las fuerzas represivas asesinan a Agapito Valiente.
En Argentina, la primera guerrilla organizada se dio a conocer públicamente con el copamiento de la comisaría de Frías, Santiago del Estero, en 1959. Se denominaron "Uturuncos", que significa "Hombres Tigres" en idioma aborigen. Entre 1970 y 1979 desarrolla su accionar la organización guerrillera "Montoneros". Sus objetivos iniciales fueron la desestabilización del gobierno de facto autodenominado "Revolución Argentina" (Onganía, Levingston, Lanusse / 1966-1973) y el retorno al poder del general Juan Domingo Perón.
Pero los movimientos guerrilleros efectuaron acciones con continuidad y de alto impacto público recién a comienzos de la década de 1970. Finalmente, fueron diezmados durante el "Terrorismo de Estado" emprendido por los militares en el poder desde 1976 hasta 1983. Lo mismo sucedió en Uruguay, aunque el movimiento guerrillero MLN Tupamaros ya había sido desarticulado militarmente antes del Golpe de Estado.
El 20 de mayo de 1973, el Frente Polisario inicia los primeros enfrentamientos armados, combates basados en una estrategia de guerra de guerrillas, la primera en el mundo organizada en un desierto y a gran escala, contra las tropas del ejército marroquí.
En las colonias portuguesas, la Guerra Colonial (1961-1974) enfrentó al ejército de ese país con diversas guerrillas de liberación nacional hasta que, tras la Revolución de los Claveles, se declaró el alto al fuego y se acordó la independencia de Angola, Mozambique, Guinea-Bisáu, Cabo Verde y Santo Tomé y Príncipe. Timor Oriental, sin embargo, fue prontamente invadido por Indonesia, por lo que la guerrilla en ese país continuó sus operaciones hasta la intervención de Naciones Unidas en 1998.
Fundada en la década de 1960, la guerrilla del Frente Sandinista de Liberación Nacional (llamado así por el general Augusto C. Sandino) tomó el poder en Nicaragua tras el derrocamiento el 19 de julio de 1979 del dictador Anastasio Somoza D., constituyendo el segundo movimiento guerrillero triunfal en América Latina.
En Chile, desde la década del 1960, vemos cómo los movimientos revolucionarios guerrilleros se conforman, tales como el Movimiento de Izquierda Revolucionaria (MIR) y a mediados de los años 1970 y 1980 con el brazo armado del Partido Comunista Chileno, el Frente Patriótico Manuel Rodríguez (FPMR), grupos que legitimaban la opción armada para derrocar la dictadura de derechas del general Augusto Pinochet.

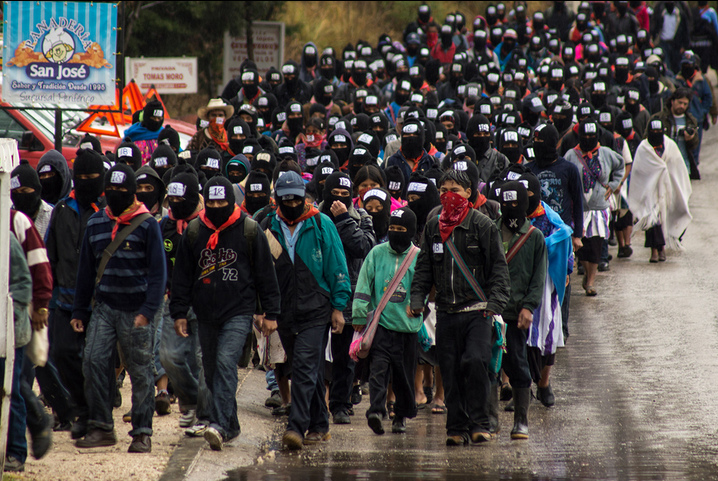
Ejército Zapatista de Liberación Nacional hacia 2012

En la década de 1990, surgió el Ejército Zapatista de Liberación Nacional en Chiapas, uno de los estados más pobres de México.
En Perú en la década de 1980 comenzaron los ataques de grupos rebeldes de carácter socialistas por el Ejército de Liberación Nacional y el Movimiento de Izquierda Revolucionaria posteriormente con la caída de estos aparecieron partidos políticos de carácter fundamentalista ideológico como Sendero Luminoso y el Movimiento Revolucionario Tupac Amaru que cometieron actos terroristas, de estos el primero sigue activo hasta la actualidad en una zona conocida como el VRAEM y utilizando el método de guerras de guerrillas para atacar a las autoridades del Estado peruano. El ejército de dicho país también utilizó tácticas de guerrillas para responder a los grupos insurgentes; más adelante utilizaron las tácticas (entre ella la de guerrilla) para enfrentarse a las invasiones ecuatorianas de 1981 y 1995.

### Guerrilla urbana
La guerrilla urbana es un tipo específico de tácticas de guerrilla aparecido en la segunda mitad del siglo XX, que se caracteriza por desarrollarse en un ambiente urbano como parte de una estrategia coordinada de lucha militar, muchas veces de naturaleza anticolonial o revolucionaria. Por ejemplo, el M-19 de Colombia o el FPMR de Chile.

## Objetivos
Durante una guerra convencional, la guerrilla es auxiliar del ejército y funcional a sus objetivos. Las guerrillas que se plantearon como método de liberación nacional en la década de 1960 se proponían en cambio crear ejércitos populares a partir de la lucha de grupos guerrilleros. De acuerdo con la concepción militar tradicional (por ejemplo, la del teórico militar prusiano Carl von Clausewitz), la guerrilla no es posible si no se despliega en un territorio natural de difícil acceso. La guerrilla de la segunda mitad del siglo XX se ocultó y actuó en las ciudades y realizó operativos de comando y ataques con bombas no solo contra objetivos policiales y militares, sino también contra bancos y otras empresas. También recurrió al secuestro como forma de "propaganda armada" y de "recuperación de fondos" para financiar sus actividades.
La llamada "guerrilla urbana", marxista o nacionalista, tuvo manifestaciones en Europa, con las Brigadas Rojas de Italia o la Fracción del Ejército Rojo en Alemania. También en América Latina, principalmente en la Argentina y Uruguay, la guerrilla actuaba en las ciudades, como de hecho había ocurrido en Argelia y en Irlanda. Sin embargo, varios tratados militares, incluido el del Departamento de Defensa de Estados Unidos, no consideran a estos movimientos como guerrilleros, sino movimientos de baja intensidad, puesto que no poseen un espacio físico que controlen y gobiernen.

### Las fases de la guerra de guerrillas
Pese a resultar muy difícil establecer ciertos pasos dados por la mayoría de los movimientos guerrilleros, por la propia naturaleza de la guerra y las grandes diferencias entre países, sí existe cierto consenso en reconocer la tesis de Mao (1894-1976) -considerado un brillante estratega militar- "el poder nace del fusil" y el campesinado puede ser movilizado para participar en la guerra popular de la lucha armada a través de una guerra de guerrillas en tres fases que todo movimiento guerrillero está obligado a cubrir:
- Fase 1.- Consiste en la movilización del campesinado y el establecimiento de la organización.
- Fase 2.- Consiste en el establecimiento de bases rurales y el incremento de la coordinación entre las guerrillas.
- Fase 3.- Consiste en la transición a una guerra convencional.

Los escritos de Mao sobre la guerra de guerrillas y la noción de guerra popular son considerados generalmente como lectura esencial para aquellos que desean conducir operaciones de guerrilla y para los que se oponen a la misma.
Ernesto "Che" Guevara (1928-1967) -ideólogo y comandante de la Revolución Cubana- impulsó la instalación de focos guerrilleros en varios países. Entre 1965 y 1967, él mismo combatió en el Congo y en Bolivia. En su libro, "La guerra de guerrillas" (1960), señalo al respecto (en respaldo a la tesis de Mao):
- El terreno de la lucha armada debe ser fundamentalmente el campo.
- Las fuerzas populares pueden ganar una guerra contra el ejército.
- No siempre hay que esperar a que se den todas las condiciones para la revolución; el foco insurreccional puede crearlas.

En la serie de la BBC "Soldados" se toma el caso de China durante la guerra civil entre comunistas y nacionalistas como el paradigma de cómo un ejército guerrillero puede llegar a derrotar a otro regular por sus propios medios y sin ser la fuerza auxiliar de nadie. Según esta fuente, la guerra de guerrillas atraviesa estas tres fases:

### Organización

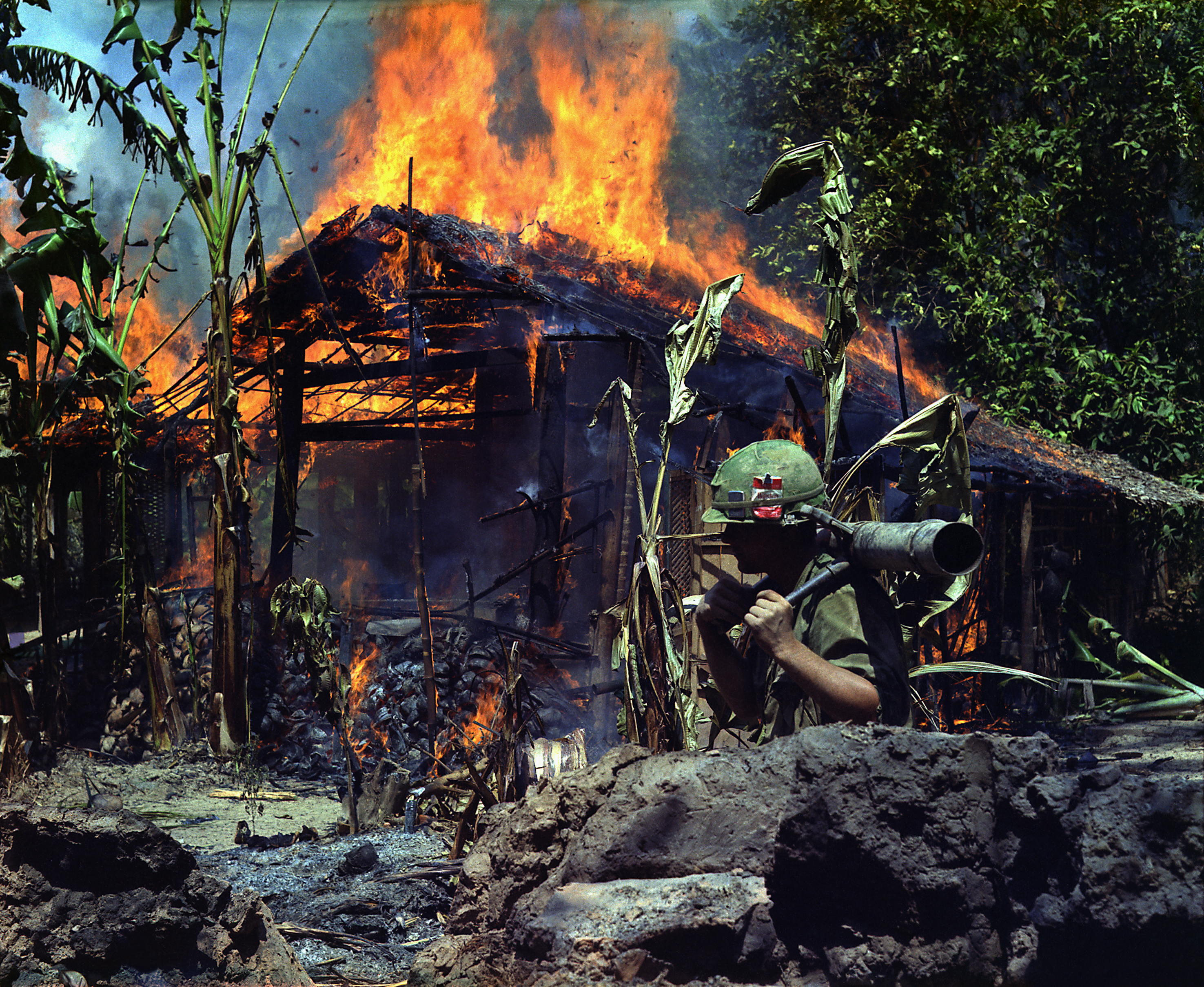
Soldado estadounidense durante la quema y destrucción de una supuesta base del Viet Cong, la organización guerrillera de Vietnam, en 1968.

Al carecer de la fuerza numérica y del armamento idóneo para enfrentarse un ejército regular, las guerrillas evitan el enfrentamiento en campo abierto. En vez de ello, actúan desde bases establecidas en terrenos inaccesibles y remotos tales como bosques, montañas o junglas, dependiendo del apoyo de sus habitantes para conseguir reclutas, alimentos, cobijo e información. Las guerrillas también pueden recibir apoyo en forma de armas, suministros médicos y asesoría militar de su propio ejército o de sus aliados. Comienza con la entrada de una fuerza extranjera o un gobierno opresor y el nacimiento de un sentimiento en ciertos grupos para terminar con él. Otra posibilidad es que un grupo dado decida hacerse con el control del poder, pero evalúe que no posee el apoyo popular suficiente para llegar al gobierno por métodos democráticos y por ello diseñe una estrategia para desestabilizar el país y tomar el gobierno por la fuerza.
En esta fase se entablan relaciones entre los distintos grupos opositores, se comienza a establecer la organización de mando y a realizar las primeras acciones.

### Consolidación
Cuando la fuerza gubernamental comienza a actuar, los guerrilleros suelen retirarse a lugares poco accesibles donde pueden hacer una vida más o menos normal (si es necesario se llevan a la población que los ha estado apoyando).
En estos lugares se entrenan, perfeccionan su preparación militar, planifican sus acciones y regresan a la zona de combate para efectuar sus operaciones.
Estos lugares suelen ser también los arsenales donde guardan el armamento capturado al enemigo y comprado en el mercado negro por el dinero que recogen por colectas, secuestros, extorsiones, etc.

### Paso a guerra convencional
La consolidación termina cuando se ha conseguido controlar suficiente terreno y población para formar un ejército y se han reunido suficientes armas de todas clases como para poder enfrentarse al ejército gubernamental en su propio terreno.
Cuando se dan estos puntos se lanzan grandes ofensivas que terminan por desgastar y desmoralizar al ejército enemigo que opta por retirarse, rendirse o simplemente desplomarse.
Este último paso no es una consecuencia inevitable de la guerra de guerrillas y no todos los movimientos guerrilleros llegan a él. Lo consiguieron en China, en Cuba, en Vietnam, en Nicaragua o en Afganistán con la ayuda otros países como la Unión Soviética y en otros casos de Estados Unidos; pero fracasaron estrepitosamente o se estancaron como en él Sahara Occidental, Argentina, Chile, El Salvador, Guatemala, Colombia, México o Perú.

Frustrar este último paso puede conseguirse por varios caminos: aplicación de una efectiva campaña contrainsurgente, agotamiento de la guerrilla, cambios políticos de donde reciben apoyo económico, pérdida de apoyo popular o un alto el fuego negociado.

## Efectos en el oponente
El efecto de la guerra de guerrillas sobre el oponente es variable dependiendo del terreno en el que se luche. En campo abierto no es muy eficaz, pero en junglas (como el caso de la guerra de Vietnam) o escenarios urbanos puede llegar a ser devastador, especialmente para desmoralizar al oponente y agotar sus fuerzas. Algunos politólogos como Harkavy R. y Neuman S. (2001) consideran que la guerra de guerrillas es una modalidad bélica que obedece al patrón de una guerra de desgaste.